# محمد الصخيري
محمد السخيري، أصيل مدينة المنستير، خبير اقتصادي تونسي. تولى منصب محافظ البنك المركزي التونسي فيما بين 1986 و1987 ، بعد أن وقع في عام 1986 تبني برنامج الإصلاح الهيكلي المملى من قبل المؤسسات النقدية العالمية.